# سرود شاهنشاهی ایران
سرود شاهنشاهی یکی از سه سرود رسمی کشور ایران در دورهٔ پهلوی است. دو سرود دیگر «سرود پرچم» و «سرود ملی» نام داشتند. ملودی هر سه سرود یکسان و تفاوت تنها در متن شعر آنها بود. پس از انقلاب ۱۳۵۷ این سرود با سرود دیگری جایگزین شد.

## تاریخچه
در سال ۱۳۱۲ شمسی هنگامی که رضاشاه به دعوت آتاترک قصد سفر به ترکیه را داشت، به انجمن ادبی ایران تکلیف کرد که برای ایران سرودی ملی تهیه نمایند تا در مراسم رسمی نواخته شود. همان روز هیئت رئیسه انجمن ادبی ایران با حضور شیخ الرئیس افسر، ملک الشعرای بهار، شیخ‌الملک اورنگ، مرتضی میرزا قهرمان، بدیع‌الزمان فروزانفر، عبدالرحمن پارسا تویسرکانی، سعید نفیسی و عباس فرات تشکیل جلسه داده و اشعاری در سه قسمت (سه بند) سروده شد که شیخ‌الرئیس افسر سراینده اشعار بند اول سرود شاهنشاهی و بند سوم سرود ملی و عبدالرحمن پارسا تویسرکانی سراینده بند دوم آن سرود پرچم بودند. داوود نجمی‌مقدم نیز آهنگ آن را ساخت.
رضاشاه پس از شنیدن شعر شخصاً دو جای آن را اصلاح کرد. یکی آنجا که گفته بود: «از اجنبی جان می‌ستانیم» که رضاشاه گفت: «از دشمنان جان می‌ستانیم» و دیگر آنجا که گفته شده بود «شهنشه زنده بادا» که رضاشاه تغییر داد به «شاهنشه ما زنده بادا»هرچند بر اساس اوزان و آهنگ سرود ملی چنین چیزی نادرست به نظر می‌رسد.

## شعر سرود
سرود شاهنشاهی
| شاهنشه ما زنده بادا           |
| پاید کشور به فَرَّش جاودان       |
| کز پهلوی شد ملک ایران         |
| صد ره بهتر ز عهد باستان       |
| از دشمنان بودی پریشان         |
| در سایه‌اش آسوده ایران         |
| ایرانیان پیوسته شادان         |
| همواره یزدان بوَد او را نگهبان |

سرود پرچم
| ای پرچم خورشید ایران            |
| پرتو افکن به روی این جهان       |
| یادآور از آن روزگاری            |
| کآسود از برق تیغت هر کران       |
| در سایه‌ات جان می‌فشانیم          |
| از دشمنان جان می‌ستانیم          |
| ما وارث ملک کیانیم              |
| همیشه خواهیم وطن را از دل و جان |

سرود ملی
| بودیم و هستیم پیرو حق        |
| جز حق هرگز نخواهیم از جهان   |
| با شه‌پرستی مملکت را          |
| داریم از دست دشمن در امان    |
| ما پیرو کردار نیکیم          |
| روشندل از پندار نیکیم        |
| رخشنده از گفتار نیکیم        |
| شد زین فضائل بلندآوازه ایران |